# Augendiagramm

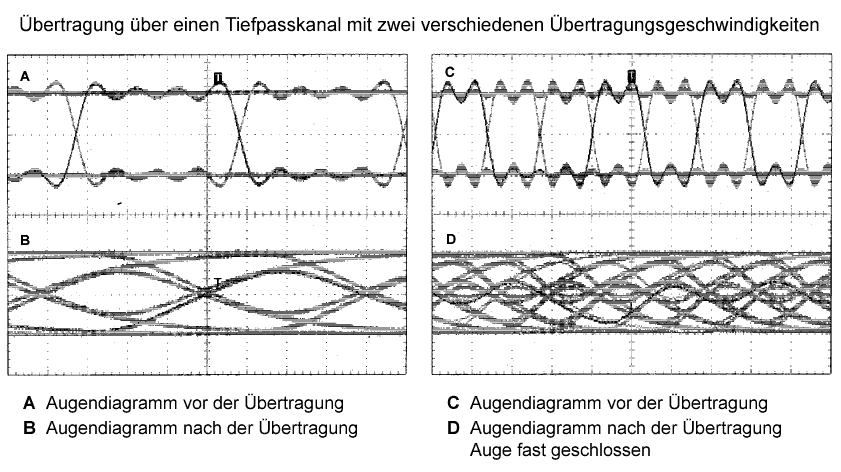
Augendiagramme bei zwei unterschiedlichen Übertragungsgeschwindigkeiten

Ein Augendiagramm ist eine grafische Darstellung der Verläufe von elektrischen Signalen, mit dessen Hilfe die Signalqualität einer digitalen Datenübertragung beurteilt werden kann. Es entsteht durch die grafische Überlagerung mehrerer Messungen desselben Signals zu unterschiedlichen Zeitpunkten.

## Entstehung
Dazu wird der Datenstrom in gleich lange Abschnitte unterteilt, die ein Vielfaches der Symboldauer lang sind. Diese werden mithilfe eines nachleuchtenden Oszilloskops oder Speicher-Oszilloskops übereinander dargestellt. Auf dem Schirm entsteht somit eine Art Summation der statistisch verteilten, möglichen Signalverläufe. Ggf. wird dabei eine Farbkodierung benutzt, so dass an der Farbe die Wahrscheinlichkeit des Signalverlaufs abgeschätzt werden kann.
Durch die Einflüsse, denen das Signal unterworfen ist, verlaufen die theoretisch unendlich steilen Übergänge von 0 auf 1 und umgekehrt dabei nicht mathematisch rechteckig oder konstant an derselben Stelle, sondern als mehr oder weniger breit verschmierte Rampen, wodurch im Zentrum die typische Form eines Auges entsteht.

## Interpretation
Die vertikale Augenöffnung zeigt, ob eine Übertragung überhaupt möglich ist und wie empfindlich die Übertragung gegenüber Störungen ist:
- ist das Auge geschlossen, so ist keine Signalrekonstruktion durch einen einfachen Schwellwert-Detektor möglich
- wenn dagegen die Übertragungsstörungen vorhergesagt werden können, weil sie kausal und deterministisch sind, kann das Signal durch Entzerrung weiterhin empfangen werden.

Die horizontale Augenöffnung gibt den zeitlichen Bereich an, in dem eine Abtastung (Auswertung) des logischen Momentanzustandes möglich ist und wird u. a. durch das Symbolübersprechen limitiert. Sind aufgrund von Jitter die Phasenzusammenhänge nicht eindeutig oder ändern sich zu stark, dann schließt sich das Auge (zweites Bild v.r.). Auch bei noch offenem Auge kann die Erkennung unmöglich sein, wenn die Pegel nicht die zur Ansteuerung der folgenden Stufe nötige Höhe haben.

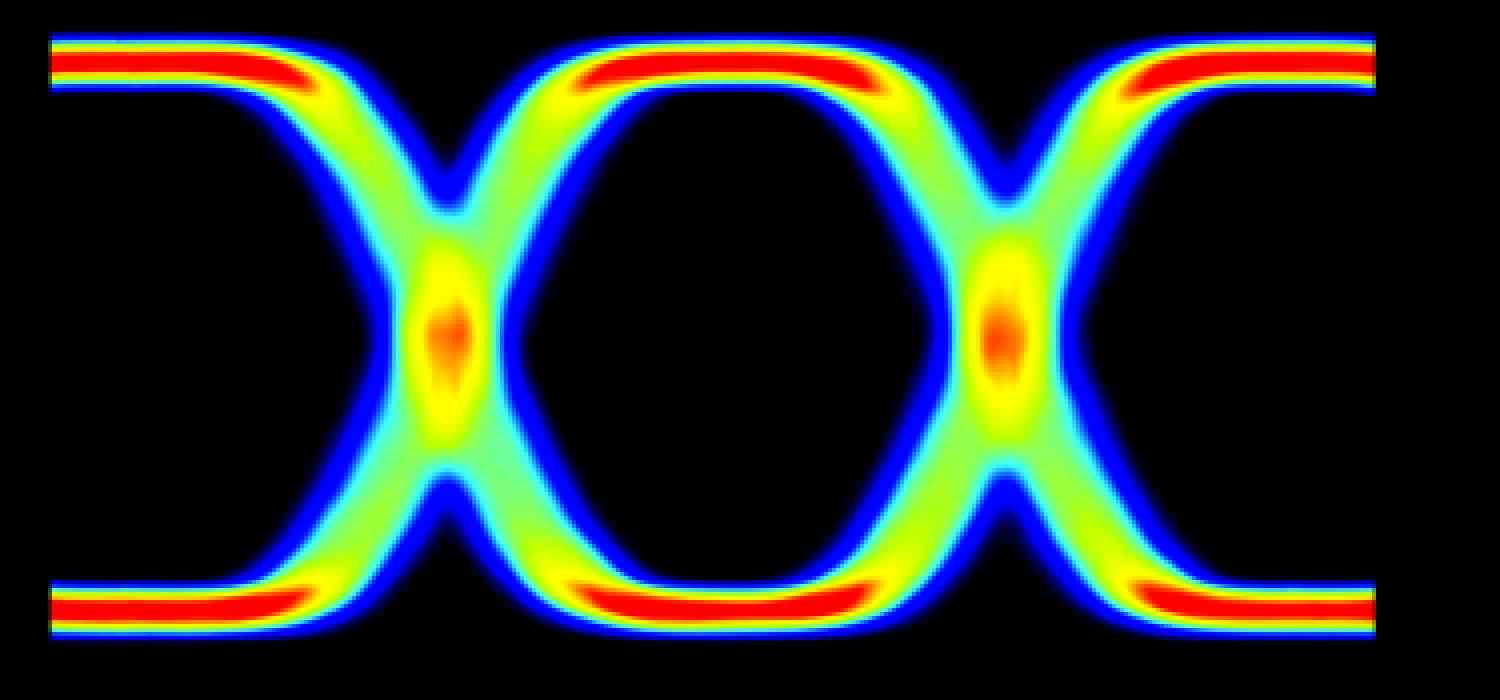
Augendiagramm eines optimierten Digitalausgangs (1024 Messungen, 240 MHz, SSTL)
Augendiagramm eines binären Signals
Augendiagramm eines binären Signals, durch Symbolübersprechen verschlechtert
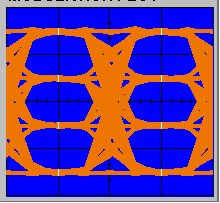
Augendiagramm eines Signals mit vier möglichen Pegeln